# Dangerous Money
Dangerous Money é um filme de drama mudo produzido nos Estados Unidos e lançado em 1924.